# Kontaktkopiering

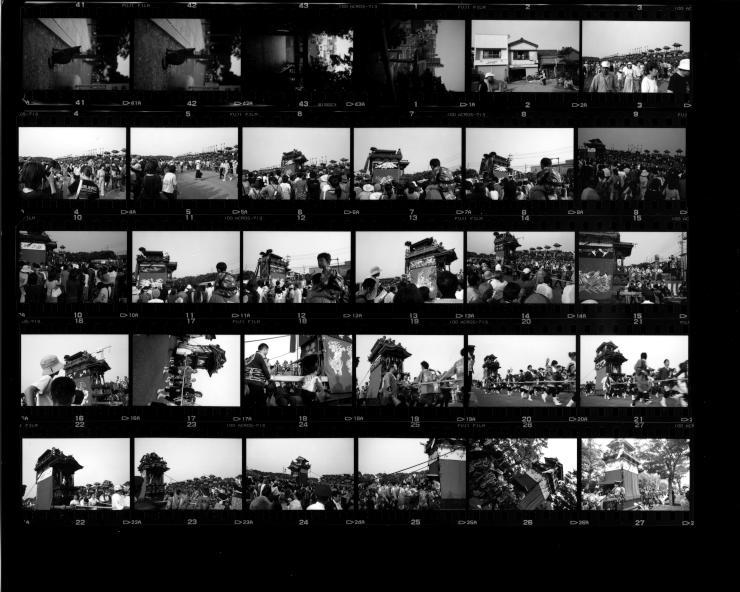
Kontaktkarta av negativremsor

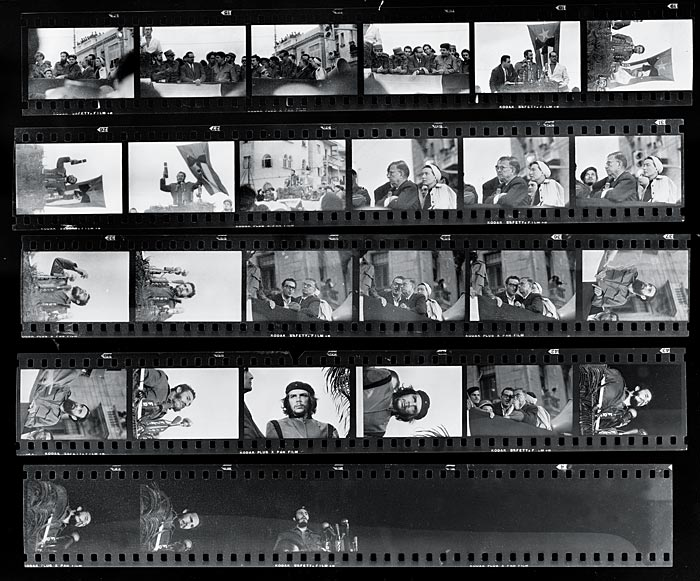
Kontaktkarta på Alberto Kordas filmrulle och berömda bild av Che Guevara. Filosoferna Jean-Paul Sartre och Simone de Beauvoir är också med på några rutor.

Kontaktkopiering innebär inom fotografi att man lägger ett eller flera negativ direkt på ett fotopapper - ofta med en glasskiva över - och belyser det, i stället för att placera det i en förstoringsapparat för projicering av bilden på fotopapperet. 

## Historia
Tack vare Talbots metod kunde man framställa ett pappersnegativ som sedan kunde kontaktkopieras och positiva bilder erhållas i önskad upplaga. Talbots förfarande var fröet till fotografins utveckling. Metoden patenterades 1841 och döptes till kalotypprocessen. Senare kom glasplåtar och rullfilm med högre känslighet, vilket banade vägen för fotografins utveckling.
Det enklast sättet att få en bild av ett negativ var att kontaktkopiera det. Exponering av papperen gjordes i en enkel kopieringsram eller i en särskild kopieringsapparat. Negativet lades i kopieringsramen ”bildsida mot bildsida”. För kontaktkopiering användes en ram med glasskiva under vilken negativet och fotopapperet pressades samman i god kontakt. Papperet belystes sedan genom negativet och kunde sedan framkallas och fixeras. Kopieramarna användes framförallt av amatörer, medan det för professionellt bruk fanns snabbarbetande apparater med olika finesser.
Vid kontaktkopieringen användes företrädesvis kontaktkopieringspapper med låg allmänkänslighet.
Tidigare när glasplåtar användes, och när fotografering skedde med film med större negativ än småbild, användes kontaktkopiering som ett sätt att få fram positiva bilder. Negativen var större, till exempel negativformaten 9x12, 6x9, 6x6, och kanske rent av 4x4, kunde ge användbara bilder när de kontaktkopierades. För de första rullfilmskamerorna var kontaktkopiering det normala förfarandet att få kopior gjorda. 

## Kontaktkartor
Det kan vara svårt att från ett negativ avgöra bildens tekniska kvalitet. En kontaktkartan är då till stor hjälp och ger en ungefärlig föreställning om hur en förstoring kan bli. Kontaktkopiering av analoga bilder användes därför för att skapa kontaktkartor, vilket ger en översikt av bildserier för att underlätta urval eller arkivering av bilder.
Kontaktkartan förvaras lämpligen tillsammans med negativen. På kontaktkartan kan också önskad beskärning markeras.